# Larentia eupitheciaria
Larentia eupitheciaria är en fjärilsart som beskrevs av Achille Guenée 1868. Larentia eupitheciaria ingår i släktet Larentia och familjen mätare. Inga underarter finns listade i Catalogue of Life.